# Silvia D'Amico
Silvia D'Amigo (Roma, 4 de mayo de 1986) es una actriz italiana.

## Biografía
Diplomada por la Academia nacional de arte dramático Silvio D'Amigo en 2009, tras un paso relámpago por el teatro, hizo su debut cinematográfico en la película Il rosso e il blu, de Giuseppe Piccioni en 2012. Fue distinguida por su interpretación en la comedia coral Hasta aquí todo bien, de Roan Johnson, por el que recibió una Mención especial en los premios Guglielmo Biraghi del Sindicato Nacional de Periodistas Cinematográficos Italianos.
En 2015 participó en el papel de protagonista en Non essere cattivo, de Claudio Caligari y su actuación fue muy apreciada por la crítica de la Mostra de Cine de Venecia.
En 2016 participa en la producción de Squadra antimafia - Il ritorno del boss, en el papel de Rosalia Bertinelli.

## Filmografía

### Cine
- 6 sull'autobus, registi vari (2012)
- Il rosso e il blu, regia di Giuseppe Piccioni (2012)
- Il fischietto, cortometraggio di Lamberto Sanfelice (2012)
- Anni felici, regia di Daniele Luchetti (2013)
- Fino a qui tutto bene, regia di Roan Johnson (2014)
- Non essere cattivo, regia di Claudio Caligari (2015)
- Orecchie, regia di Alessandro Aronadio (2016)
- Raccontare Venezia, regia di Wilma Labate (2017)
- The Place, regia di Paolo Genovese (2017)
- Finché c'è prosecco c'è speranza (2017)
- Diva!, regia di Francesco Patierno (2017)
- Hotel Gagarin, regia di Simone Spada (2018)
- L'ospite, regia di Duccio Chiarini (2018)
- El hombre sin gravedad (2019)
- A Casa Tutti Bene (2021)

### Televisión
- Vi perdono ma inginocchiatevi, regia di Claudio Bonivento (2012)
- Questo nostro amore 70, regia di Luca Ribuoli (2014)
- I delitti del BarLume, regia di Roan Johnson (2015)
- Squadra antimafia - Il ritorno del boss - serie TV (2016)

## Teatro
- La morte di Lucullo, regia Renato Carpentieri (2007)
- Nozze di Sangue, regia Walter Manfrè (2008)
- Whale Music, regia Massimiliano Farau (2009)
- Amleto, regia Valentina Rosati (2010)
- La Città Perfetta, regia Mario Gelardi (2010)
- Sogno di una Notte d'Estate, regia Carlo Cecchi (ruolo Puck) (2010-2012)
- Benji, regia Valentina Rosati (2012)
- L'amore, il vento, la fine del mondo, regia Francesco Lagi (2012)
- Guerra, regia Marinella Anaclerio (2013)
- L'amante, progetto ANAD a cura di Arturo Cirillo (2013)
- Le anime morte, regia Francesco Lagi (2013)
- La vodka si addice a Elettra, regia Valentina Rosati (2014)
- Pier Paolo, regia Giorgio Barberio Corsetti (2014)
- Ritratto di una capitale, regia Fabrizio Arcuri (2014)

## Reconocimientos
- Cinta de plata
  - 2015 #- Mención Especial #- Premio Guglielmo Biraghi para Hasta aquí todo bien[4]